# Czarnolesie (Otnoga)
Czarnolesie – niestandaryzowana osada leśna wsi Dęby, w Polsce, położona na Kaszubach, w województwie pomorskim, w powiecie bytowskim, w gminie Czarna Dąbrówka.
W latach 1975–1998 miejscowość administracyjnie należała do województwa słupskiego.
W gminie Czarna Dąbrówka istnieje także druga osada leśna o tej nazwie. Jej współrzędne geograficzne to: 54°20′50″N 17°35′27″E/54,347222 17,590833.